# Ashley Bologna
Ashley Bologna (* 11. April 2000 in Nouméa) ist eine französische Kugelstoßerin.

## Sportliche Laufbahn
Erste internationale Erfahrungen sammelte Ashley Bologna im Jahr 2017, als sie bei den Ozeanienmeisterschaften in Suva mit einer Weite von 14,68 m die Silbermedaille hinter der Neuseeländerin Maddison-Lee Wesche gewann. Zudem gewann sie auch bei den zeitgleich ausgetragenen U18-Ozeanienmeisterschaften mit 16,18 m mit der 3-kg-Kugel die Silbermedaille und qualifizierte sich damit für die U18-Weltmeisterschaften in Nairobi, bei denen sie mit 14,72 m Rang elf belegte. Im Jahr darauf wurde sie bei den U20-Weltmeisterschaften in Tampere mit 14,89 m Neunte und 2019 belegte sie bei den U20-Europameisterschaften im schwedischen Borås mit einem Stoß auf 15,54 m den vierten Platz.
2019 wurde Bologna französische Hallenmeisterin im Kugelstoßen.

## Persönliche Bestzeiten
- Kugelstoßen: 16,31 m, 12. Januar 2019 in Christchurch
  - Kugelstoßen: 16,78 s, 16. Februar 2019 in Miramas